# オールド・パー

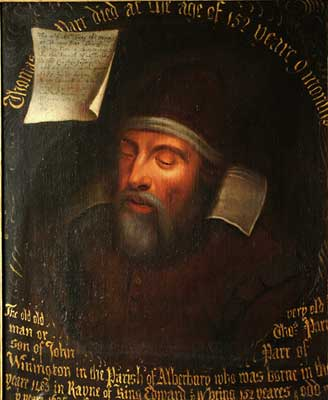
ルーベンスによるトーマス・パーの肖像画

オールド・パー（Old Parr）は、イギリスの酒造メーカーディアジオの子会社であるマクドナルド・グリンリースが製造するスコッチ・ウイスキーのブレンデッド・ウイスキーの銘柄である。

## 概要
その名前は150歳以上生きたと言われるイギリスの農夫トーマス・パーにちなみ、ラベルにはルーベンスによる肖像画と彼の生没年がデザインされている。
マクドナルド・グリンリースが製造、ディアジオが販売。19世紀末にアレクサンダー・マクドナルド社とグリンリース・ブラザーズ社が合併して、製造元のマクドナルド・グリンリース社が誕生した。
英語版Wikipediaでは本商品の製造販売の初年は1909年である。
日本では、岩倉具視（1883年没）がヨーロッパから持ち帰り、明治天皇に献上したという伝説があるが、これは虚説である。
吉田茂や田中角栄が愛飲したことでも知られている。

## 特徴
スペイサイドのクラガンモア蒸留所の原酒がキーモルトとなっている。
フルーツのような甘い香りと、まろやかな口当たりが特徴である。ウイスキーはグリンリース兄弟が考案した独特の四角のボトルに入れられ、ボトルの表面には17世紀の陶製ボトルをイメージしたクラックル・パターンというひび割れ模様がデザインされている。
なお、本商品はイギリス国内での販売はなく、100%輸出用に製造が続けられている。
輸出先は日本と南米が占めている。

## ラインナップ
- オールドパー シルバー - 日本市場限定商品にして2015年発売（九州地区のみ2014年先行発売）。ノンエイジであるがハイボール等のカクテルで飲まれる事を想定してブレンドされた。
- オールドパー 12年
- オールドパー クラシック18年 - 2004年発売。冷却濾過によらない伝統的な濾過方法がとられている[4]。
- オールドパー スーペリア - 1989年発売。熟成のピークに達した原酒のみが使用されている[4]。

## 番組提供
- ラジオスコープbyオールド・パー　TBSラジオ